# Mist Edvardsdóttir
Mist Edvardsdóttir (17 ottobre 1990) è una calciatrice islandese, centrocampista del Valur.

## Carriera

### Club
Nella prima parte della carriera Edvardsdóttir veste la maglia dell'Afturelding (UMFA), nella sezione di calcio femminile della società polisportiva con sede a Mosfellsbær, entrando in rosa con la squadra titolare nel corso della stagione 2007 dove disputa la 1. deild kvenna, secondo livello del campionato islandese femminile di calcio, e condividendo con le compagne la promozione in Úrvalsdeild kvenna grazie al secondo posto ottenuto in campionato. Rimane legata all'UMFA anche per la stagione successiva, disputando il campionato 2008, da quell'edizione portato a 10 squadre, dove realizza 4 reti su 17 incontri disputati e l'Afturelding conclude al sesto posto guadagnando un'agevole salvezza.
Durante la successiva sessione di calciomercato invernale si trasferisce al KR Reykjavík, squadra vicecampione d'Islanda 2008, con la quale si lega per due stagioni, in campionato concluse entrambe al sesto posto con conseguente salvezza. In questo periodo Edvardsdóttir matura 25 presenze e sigla due reti, la prima delle quali è l'unica delle bianconere nella sconfitta di campionato per 3-1 del 23 maggio 2009 con le rivali dell'Afturelding/Fjölnir.
Nel 2011 sottoscrive un contratto con le campionesse in carica del Valur, società alla quale rimane legata, tranne per la parentesi straniera del 2013, per il resto della carriera. Al suo primo campionato con la nuova squadra ottiene il suo migliore risultato (fino ad allora), il secondo posto dietro lo Stjarnan, mentre il successivo un calo di competitività la fa concludere al quarto posto in classifica. Sempre nel 2011, grazie al successo in Úrvalsdeild kvenna 2010, la squadra ha accesso alla UEFA Women's Champions League per la stagione 2011-2012 e dove Edvardsdóttir fa il suo debutto il 29 settembre, in occasione dei sedicesimi di finale nell'incontro di andata pareggiato 1-1 in trasferta con le scozzesi del Glasgow City.
Nel dicembre 2012, con un anno di anticipo con la scadenza del contratto con il Valur, decide di intraprendere la sua prima avventura estera, firmando per le norvegesi dell'Avaldsnes per la stagione 2013. Veste la tenuta a strisce biancorosse in Toppserien 2013, massimo livello del campionato norvegese, 15 presenze e 2 reti per lei, e in Coppa di Norvegia, ma lasciando la squadra prima del termine di entrambi i tornei, chiusi rispettivamente al quarto posto e con la finale, per trasferirsi in Brasile, al Vitória das Tabocas, dove marca due presenze prima della fine dell'anno.
Nel 2014 decide di far ritorno in Islanda, siglando nuovamente un accordo con il Valur nell'anno che si rivela il più difficile della sua vita al di là della sola carriera sportiva. Nell'estate di quell'anno le viene diagnosticato un tumore alla gola che però non incide sulle sue presenze nelle due stagioni successive.

### Nazionale
Edvardsdóttir inizia ad essere convocata dalla Federazione calcistica dell'Islanda (Knattspyrnusamband Íslands - KSÍ) dal 2009, chiamata dal selezionatore Ólafur Þór Guðbjörnsson per vestire la maglia della formazione Under-19 impegnata nella fase élite di qualificazione all'Europeo di Bielorussia 2009, facendo il suo debutto con la maglia della nazionale islandese il 23 aprile di quell'anno, nell'incontro vinto per 3-2 sulle pari età della Danimarca. Scende in campo in tutti i tre incontri della fase, e dopo aver festeggiato con le compagne l'accesso alla fase finale, la prima volta dato che la precedente partecipazione fu perché nazione ospitante nel 2007, il tecnico la conferma nella rosa in partenza per la Bielorussia. Guðbjörnsson la impiega in tutti i tre incontri disputati dalla sua nazionale nel gruppo B della fase a gironi che, con due sconfitte, 2-1 con la Svezia e 4-0 con l'Inghilterra, e un pareggio, a reti involiate con la Norvegia, si classifica all'ultimo posto e viene eliminata dal torneo.

## Palmarès

### Club
- Campionato islandese: 3

Valur: 2019, 2021, 2022
- Coppa d'Islanda: 1

Valur: 2011